# Província de Sidama
Sidamo o Sidama fou una província d'Etiòpia al sud-sud-est del paía amb capital a Irgalem, i després de 1978 a Awasa. Agafa el seu nom del grup ètnic sidama (a vegades sidamo) que viu a la part sud-central de la regió. El seu major estat històric fou l'antic Regne de Kaffa. Sidama limitava a l'oest amb la província de Gamu-Gofa, al nord amb la Província de Shoa, a l'est amb Bale, al sud-est amb Somàlia i al sud amb Kenya. El seu producte principal era el cafè amb extenses plantacions que produïen importants ingressos a l'estat. La província estava governada per nobles lleials a l'emperador com Dejazmach Balcha Safo que hi va governar diverses vegades abans de l'ocupació italiana de 1935. Estava dividida en sis awraja (districtes):
- Arero
- Borena
- Gedeo
- Jemjem
- Sidama
- Welayita

## Història
Després de l'expulsió dels italians el 1941 i el retorn de Haile Selassie el 1942 la proclamació 1 de 1943 va crear la província (govern general) de Sidamo amb l'antiga província de Borana, la de Sidama, i el territori dels Welayta.
El 1960 es va revoltar el poble gedeo que es queixava de la nova taxació que pensava era massa opressiva; però la rebel·lió fou reprimida brutalment; Bahru Zewde explica que els rebels, quasi tots pagesos, "armats en gran part només amb llances i espases, es van enfrontar a un ben equipat exèrcit format pels terratinents i senyors locals i les forces del govern; els gedeos rebels foren derrotats en diversos xocs i una comissió d'arbitratge dirigida per Afa Negus Eshate Gada va donar la raó als terratinents i va multar als caps tribals dels gedeos que havien participat en la revolta.
La nova constitució de 1995 va repartir la província entre Oròmia i una regió pròpia que es va integrar en una regió major (formada per cinc subregions) coneguda com a Nacions, Nacionalitats i Pobles de la Regió Meridional.